# Joanna Stankiewicz
Joanna Stankiewicz (ur. 23 września 1992) – polska judoczka. Zawodniczka klubów: UKS Judo Rawa Mazowiecka (2006–2011), KS AZS AWF Warszawa (od 2011). Czterokrotna medalistka zawodów Pucharu Europy (Bratysława 2014 – srebro, Helsinborg 2014 – brąz, Bratysława 2015 – srebro, Lund 2015 – srebro). Wicemistrzyni Polski seniorek 2016 oraz trzykrotna brązowa medalistka mistrzostw Polski seniorek w kategorii do 48 kg (2010, 2013, 2014). Trzykrotna młodzieżowa mistrzyni Polski (2012, 2013, 2014).